# Neo
Neo je moško osebno ime.

## Izvor imena
Ime Neo ima dva izvora: v južnoafriškem jeziku Tswana pomeni ˝darilo˝, v grščini pa izvira iz besede neos in pomeni ˝novo˝. 

## Pogostost imena
Po podatkih Statističnega urada Republike Slovenije je bilo na dan 31. decembra 2007 v Sloveniji 18 moških oseb z imenom Neo.